# Вендорф (Германия)
Вендорф (нем. Wenddorf) — община в Германии, в земле Саксония-Анхальт.
Входит в состав района Оре. Подчиняется управлению Эльбе-Хайде.
Население составляет 117 человек (на 31 декабря 2006 года).
Официальный код — 15 3 62 094.

## География
Занимает площадь 6,51 км².